# Niels Holst-Sørensen
Niels Holst-Sørensen (ur. 19 grudnia 1922 w Sønder Felding, zm. 24 października 2023) – duński wojskowy, w młodości lekkoatleta, mistrz Europy, członek MKOl.

## Kariera lekkoatletyczna
Na mistrzostwach Europy w 1946 w Oslo zdobył złoty medal w biegu na 400 metrów oraz srebrny w biegu na 800 metrów (za Rune Gustafssonem ze Szwecji), a w sztafecie 4 × 400 metrów zajął wraz z kolegami 4. miejsce.
Zajął 9. miejsce w biegu na 800 metrów podczas igrzysk olimpijskich w 1948 w Londynie.
Był rekordzistą Danii dwukrotnie w biegu na 400 metrów (do czasu 47,6 20 sierpnia 1944 w Østerbro), trzykrotnie w biegu na 800 metrów (do wyniku 1:48,9 28 sierpnia 1943 w Sztokholmie) oraz dwukrotnie w sztafecie 4 × 400 metrów (3:15,4 28 sierpnia 1946 w Oslo).
Osiemnaście razy był mistrzem Danii.

## Kariera wojskowa
Ukończył Królewską Szkołę Oficerską. Od 1950 służył w Królewskich Duńskich Siłach Powietrznych, dochodząc do stopnia generała majora. W latach 1970–1982 był dowódcą tych sił. W latach 1982–1986 był wojskowym przedstawicielem Danii w NATO.

## Członkostwo Międzynarodowego Komitetu Olimpijskiego
Był członkiem Międzynarodowego Komitetu Olimpijskiego w latach 1977-2002, a od 2002 był honorowym członkiem MKOl.

## Odznaczenia
- Komandor z Gwiazdą Orderu Danebroga (1986, Dania)[6]
- Medal Wspomnieniowy 100-lecia od Narodzin Króla Fryderyka IX (1999, Dania)[6]
- Komandor z Gwiazdą Orderu Zasługi Cywilnej (Hiszpania)[6]
- Komandor z Gwiazdą Orderu Izabeli Katolickiej (Hiszpania)[6]
- Krzyż Wielki Orderu Gwiazdy Polarnej (Szwecja)[6]
- Komandor z Gwiazdą Orderu Gwiazdy Polarnej (Szwecja)[6]